# Hakea laevipes
Hakea laevipes (лат.) — кустарник, вид рода Хакея (Hakea) семейства Протейные (Proteaceae). Широко распространён в прибрежных районах и на равнинах, в основном в восточном Новом Южном Уэльсе, с несколькими популяциями в юго-восточном Квинсленде.

## Ботаническое описание
Hakea laevipes — вертикальный разветвлённый лигнотуберозный кустарник высотой 0,3—3 м. Ветви тёмно-коричневые, плотно покрытые короткими мягкими волосками во время цветения. Листья имеют форму ланцетов, сужающихся к яйцевидным, реже изогнутым или серповидным вершинам, изогнутым до острия 5—12 см в длину и 4,5—30 мм в ширину. Плоские листья имеют 3—5 продольных жилок с заметными вторичными прожилками. Плоды имеют широкую трёхмерную или яйцевидную форму длиной 20—30 мм и шириной 13–21 мм  с шероховатой бородавчатой поверхностью, оканчивающейся на вершине неясным клювом. Кремовые цветы появляются с октября по январь.

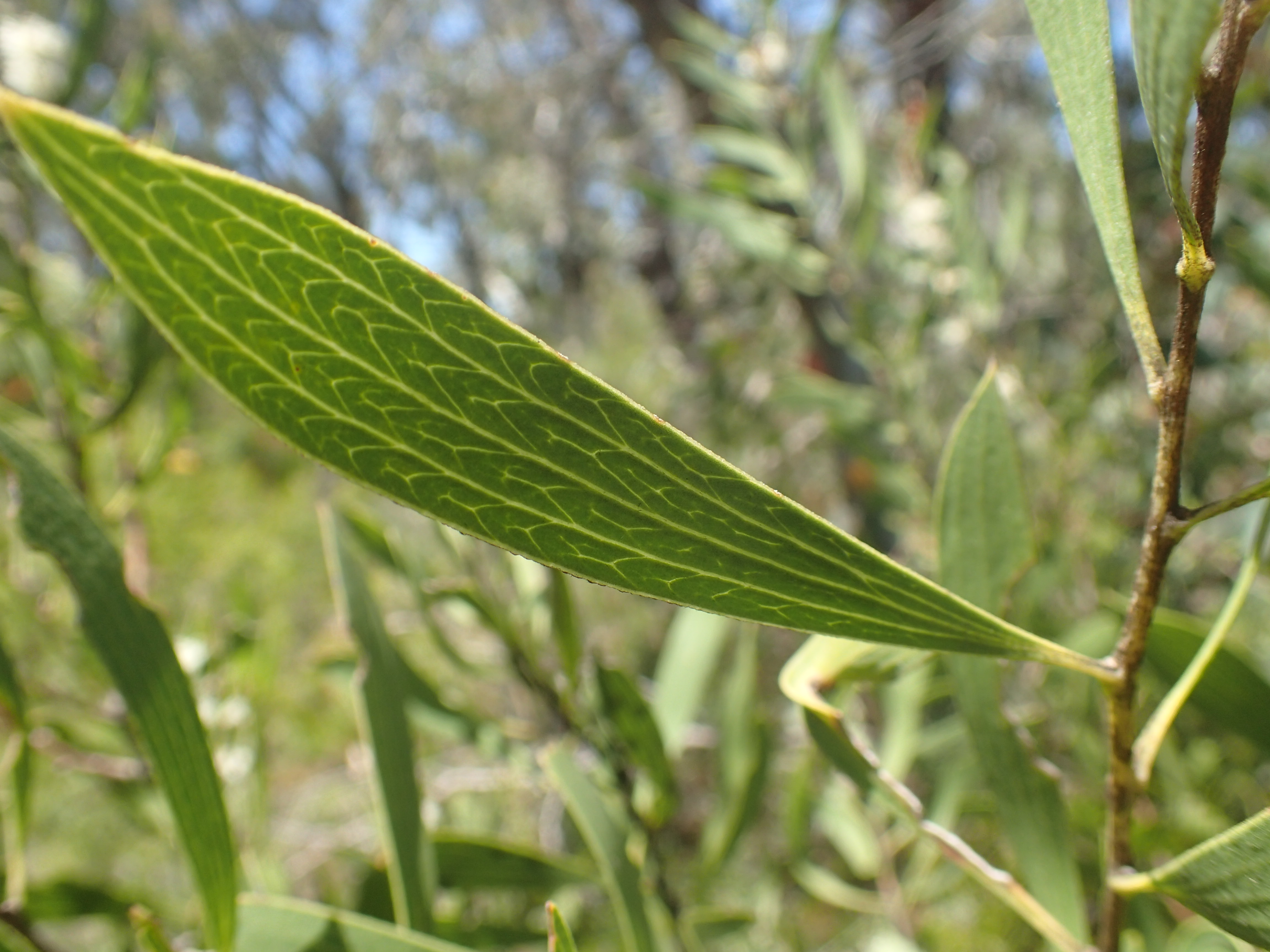
Лист H. laevipes.
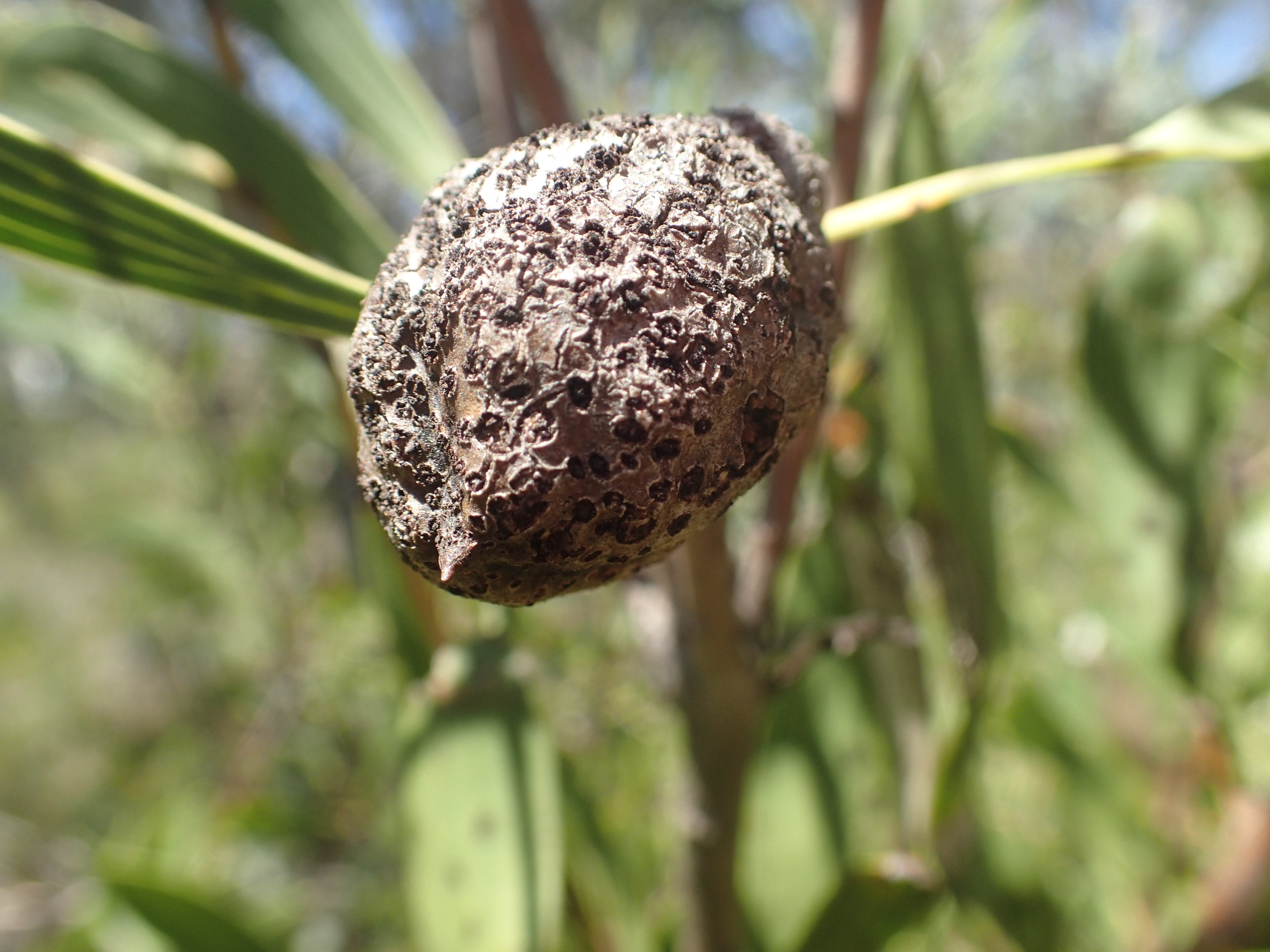
Плод H. laevipes.

## Таксономия
Вид Hakea laevipes был впервые официально описан в 1919 году французской учёной-ботаником и микологом Мишель Гандоже в Bulletin de la Societe Botanique de France. Видовой эпитет — от латинских слов laevis, означающего «гладкий», «отполированный» или «лысый» и pes, означающих «нога», поскольку Мишель Гандоже описала вид как имеющий гладкий цветочный стебель. Когда Гандоже первоначально назвала вид, она сравнил его с H. leucopoda и H. incrassans, которые являются синонимами Hakea dactyloides. В 1973 году Джон МакГилливрей отметил, что стебель отдельных цветков на одном образце был не без волосков, а обладал «подкожным волосяным покровом», то есть плотно прижатыми шелковистыми волосками. Поэтому, несмотря на название, у этого вида есть волосатые цветочные стебли.
Описано два подвида:
- Hakea laevipes graniticola. Распределение этого подвида ограничено северо-восточным Новым Южным Уэльсом и юго-восточным Квинслендом, часто на больших высотах Большого водораздельного хребта, простирающегося до склонов Вариалда и, возможно, до района Йетман. Растёт обычно на крупнопесчаной почве на гранитных выходах. Отличается от H. laevipes laevipes наличием гладких цветочных стеблей.
- Hakea laevipes laevipes. Распространение сходно с распространением Hakea laevipes, растущим в регионах Северное, Центральное и Южное Побережье и Тейблленд Нового Южного Уэльса, а также на северо-западных равнинах и на юго-востоке Квинсленда, но не достигает такого дальнего северо-западного направления, как подвид H. laevipes graniticola. Имеет короткие мягкие волоски на цветоносах[2].

## Распространение и местообитание
H. laevipes — широко распространённый вид, произрастающий от побережья до плоскогорья Нового Южного Уэльса, в основном на песчаных почвах в сухом склерофитовом лесу, в лесах и пустынях. Встречается к северу от Грин-Кейп и вглубь до районов Вариалда и Йетман. Также растёт в юго-восточном Квинсленде.